# ضريبة مؤجلة
الضريبة المؤجلة هي التزام غير متداول تعكس ضريبة الدخل للشركة على أساس أنها مماثلة أو مشابهة للاعتراف بالأرباح من المعاملة الضريبية. يمكن أن تنشأ التزامات الضريبة المؤجلة بصفتها نتيجةً للتعامل الضريبي للشركة لإنفاق رأس المال الذي يكون أسرع من التعامل مع انخفاض المحاسبة. يمكن أن تنشأ أصول الضريبة المؤجلة نتيجة لمحمولات الخسارة الصافية والتي تُسجل بصفتها أصلًا إذا اعتُقد أنه أفضل من أن يُستخدم الأصل في الفترات المالية المستقبلية. قد تسمح أو تطلب بعض الدول تخفيضات على الأصول أو على التزامات محددة. هناك متطلبات إفصاح عن الأصول والالتزامات المحتملة التي لا تُعتبر حقيقةً أصولًا أو التزامات.

## الفروق الأساسية والدائمة
إذا كانت سلعة ما في حساب الربح والخسارة لا تخضع أو لا يسمح بإدراجها أبدًا لأغراض ضريبية أو العكس إذ كانت تخضع ويسمح بإدراجها لأغراض ضريبية ولكنها لا تظهر أبدًا في حساب الربح والخسارة عندها يُدعى ذلك فرقًا دائمًا. لا يعطي الفرق الدائم فرصة لظهور الضريبة المؤجلة.
إذا كانت المواد خاضعة أو مسموح بإدراجها لأغراض ضريبية ولكن في فترات مختلفة إلى حين التعرف على الدخل أو المصروفات فهذا يعطي فرصة لظهور الفروقات المؤقتة. الفروق المؤقتة تعطي فرصة لظهور ضريبة مؤجلة محتملة. ولكن القواعد التي تحدد الأصول والالتزامات يمكن أن تختلف.
تُحسب الفروق المؤقتة عادةً بناءً على الفرق بين القيمة المحمولة لأصل أو التزام مُعرَّف في بيان الوضعية المالية والقيمة المنسوبة إلى الأصل أو الالتزام للضريبة في بداية ونهاية السنة. يمكن حساب المصروفات في حساب الربح والخسارة مقارنةً مع الكميات الخاضعة أو المسموح بإدراجها ضريبيًا ويجب تسوية الفرق بين الوضع في بداية السنة ونهايتها.

### مثال
يمكن رسم المبدأ الأساسي في حساب الضريبة المؤجلة تحت نهج الفرق المؤقت باستخدام مثال شائع تُصلح فيه شركة ما أصولها بقيمة معادلة لانخفاض الضريبة.
المثال التالي يفترض أن الشركة تشتري أصلًا بمبلغ 1000 دولار يتناقص لأغراض محاسبية على أساس القسط الثابت وهو خمس سنوات بقيمة 200 دولار في السنة. تطالب الشركة بتخفيض الضرائب بنسبة 25% سنويًا على أساس الرصيد المتناقص. يفترض أن معدل الضريبة على الشركات المطبق هو 35%، وتُخصم القيمة الصافية.

|                                     | الشراء       | السنة الأولى | السنة الثانية | السنة الثالثة | السنة الرابعة |
| ----------------------------------- | ------------ | ------------ | ------------- | ------------- | ------------- |
| القيمة المحاسبية                    | 1,000 دولارًا | 800 دولارًا   | 600 دولارًا    | 400 دولارًا    | 200 دولارًا    |
| قيمة الضريبة                        | 1,000 دولارًا | 750 دولارًا   | 563 دولارًا    | 422 دولارًا    | 316 دولارًا    |
| الفرق المؤقت الخاضع للضريبة         | 0 دولارًا     | 50 دولارًا    | 37 دولارًا     | (22) دولارًا   | (116) دولارًا  |
| الضريبة المؤجلة للخصم/الأصل عند 35% | 0 دولارًا     | 18 دولارًا    | 13 دولارًا     | (8) دولارًا    | (41) دولارًا   |

نظرًا لأن القيمة الضريبية أو القاعدة الضريبية أقل من القيمة المحاسبية أو القيمة الدفترية، في العامين الأول والثاني، يجب على الشركة الاعتراف بالتزام ضريبي مؤجل. هذا يعكس أيضًا أن الشركة قد طالبت بتخفيض الضرائب بما يزيد عن مصروفات الاستهلاك المسجلة في حساباتها، في حين أن الشركة يجب أن تطالب في المستقبل بتخفيض أقل للضرائب إجمالاً من الاستهلاك المحاسبي في حساباتها.
تتجاوز قيمة الضريبة القيمة المحاسبية، في السنتين الثالثة والرابعة، وبالتالي يجب على الشركة الاعتراف بأصل الضريبة المؤجلة (مع مراعاة أن يكون لديها أرباح تنبؤية كافية حتى تتمكن من استخدام التخفيضات الضريبية المستقبلية). هذا يعكس أن الشركة تتوقع أن تكون قادرة على المطالبة بخفض قيمة الضرائب الزائدة عن الخفض المحاسبي.

## فرق التوقيت
في كثير من الحالات، ستكون نتيجة الضريبة المؤجلة مماثلة لنهج الفرق المؤقت أو فرق التوقيت. ومع ذلك، يمكن أن تنشأ فروق مثل فيما يتعلق بإعادة تقييم الأصول الثابتة المؤهلة لخفض الضرائب، ما يؤدي إلى أصل ضريبي مؤجل بموجب نهج الميزانية العمومية، ولكن عمومًا يجب ألا يكون له أي تأثير بموجب نهج فرق التوقيت.

## مبررات المحاسبة الضريبية المؤجلة
الضريبة المؤجلة متصلة بمبدأ المطابقة.

## أمثلة

### التزامات الضريبة المؤجلة
تنشأ التزامات الضريبة المؤجلة عمومًا عندما يتوفر إعفاء ضريبي مقدمًا عن التزام صرفي/غير مدفوع أو عندما يتزايد الدخل قبل أن يخضع للضريبة.

### أصول الضريبة المؤجلة
تنشأ أصول الضريبة المؤجلة عمومًا عندما يتوفر إعفاء ضريبي بعد خصم الإنفاق لأغراض محاسبية:
- قد تزيد الشركة الإنفاق المحاسبي وذلك لعلاقته بالحساب المخصص مثل الديون السيئة، ولكن الإعفاء الضريبي قد لا يُحصل عليه حتى يُستخدم الحساب المخصص.
- قد تتعرض الشركة لخسارات ضريبية وتصبح قادرة على المضي قدمًا بالخسارة لتخفيف الدخل الضريبي في السنوات المستقبلية.

الأصل الموجود في الميزانية العمومية للشركة والذي يمكن استخدامه لتقليل نفقات ضريبة الدخل في أي فترة لاحقة. يمكن أن تنشأ أصول الضريبة المؤجلة بسبب صافي الخسارة المؤجل.

## الضريبة المؤجلة وفق معايير المحاسبة الحديثة
تتطلب المعايير المحاسبية الحديثة عادةً أن توفر الشركة ضريبة مؤجلة وفقًا لنهج الفرق المؤقت أو فرق التوقيت. عندما يُعترف بالمسؤولية أو الأصل الضريبي المؤجل، يجب تقليل الالتزام أو الأصل بمرور الوقت (مع مراعاة الفروق الجديدة الناشئة) مع انعكاس الفرق المؤقت أو فرق التوقيت.
وفقًا للمعايير الدولية لإعداد التقارير المالية، يجب حساب الضريبة المؤجلة باستخدام المبادئ في المعيار المحاسبي الدولي رقم 12: ضرائب الدخل، والتي تشبه (ولكن ليست مماثلة) المعايير الدولية لإعداد التقارير الملية بموجب مبادئ المحاسبة المقبولة عموماً في الولايات المتحدة. كل من هذه المعايير المحاسبية تتطلب نهج الفرق المؤقت.
تتضمن معايير المحاسبة الحديثة الأخرى التي تتعامل مع الضريبة المؤجلة:
- مبادئ المحاسبة المقبولة عموماً في المملكة المتحدة -المعيار التاسع عشر للتقارير المالية (نهج فوق التوقيت).
- مبادئ المحاسبة المقبولة عموماً في المكسيك، النشرة دي-4 الضريبة المؤجلة (بالإسبانية في الأصل).
- مبادئ المحاسبة المقبولة عموماً في كندا، المعهد الكندي للمحاسبين القانونيين الفقرة 3465.
- مبادئ المحاسبة المقبولة عموماً في روسيا 18 لعام 2002، المحاسبة لضريبة الربح (نهج فرق التوقيت).
- المعهد الهندي للمحاسبين القانونيين، أي إس 22 المحاسبة للضريبة على الدخل.

## استبعاد أصول والتزامات الضريبة المؤجلة
تلتزم الإدارة بالإبلاغ بدقة عن الحالة الحقيقية للشركة، وإصدار الأحكام والتقديرات عند الضرورة. في سياق الأصول والخصوم الضريبية، يجب أن يكون هناك احتمال معقول لإدراك الفرق الضريبي في السنوات المقبلة.
على سبيل المثال، قد يظهر الأصل الضريبي في حسابات الشركة بسبب الخسائر في السنوات السابقة (إذا كان ترحيل الخسائر الضريبية مسموحًا به). في هذه الحالة، ينبغي الاعتراف بأصل الضريبة المؤجلة إذا وفقط إذا رأت الإدارة أنه سيكون هناك ربح مستقبلي خاضع للضريبة لاستخدام الخسارة الضريبية. إذا أصبح واضحًا أن الشركة لا تتوقع أن تحقق أرباحًا في السنوات المقبلة، فقد تنخفض قيمة الأصل الضريبي، في تقدير الإدارة، انخفاض احتمال حدوث هذه الخسارة الضريبية في المستقبل كثيرًا.
في الحالات التي تغيرت فيها القيمة الدفترية للموجودات أو المطلوبات الضريبية، قد تحتاج الشركة إلى إجراء تدوين، وفي بعض الحالات تنطوي على خطأ أساسي على وجه الخصوص، إعادة بيان لنتائجها المالية من السنوات السابقة. قد تتضمن عمليات الشطب هذه إيرادات أو مصروفات كبيرة تُسجل في أرباح وخسائر الشركة للسنة المالية التي تحدث فيها عملية الشطب.